# Sporobolus potosiensis
Sporobolus potosiensis är en gräsart som beskrevs av Joseph K. Wipff och Stanley D. Jones. Sporobolus potosiensis ingår i släktet droppgräs, och familjen gräs. Inga underarter finns listade i Catalogue of Life.